# Каменный, Геннадий Аркадьевич
Генна́дий Арка́дьевич Ка́менный (род. 12 декабря 1948, пос. Рамасуха, Брянская область) — советский и российский певец. Народный артист России (2002).

## Биография
Геннадий Каменный родился 12 декабря 1948 года в посёлке Рамасуха Почепского района Брянской области. Отец, Аркадий Афанасьевич Каменный, воевал, был радистом у маршала Ерёменко. Дед по материнской линии имел красивейший тенор, был певчим, а затем регентом многоголосого церковного хора в Воскресенском соборе Почепа, возведённом в 1760 году по проекту архитектора Ж. Б. Валлен-Деламота. В большой семье Каменных есть музыканты и священники.
Геннадий Каменный окончил пятилетний курс музыкальной школы в городе Почепе по классу баяна за три года. В 1965 году поступил в Брянское музыкальное училище, продолжая совершенствовать мастерство игры на этом музыкальном инструменте и выступая на студенческих вечерах в качестве и баяниста, и певца.
По окончании училища (1969) преподавал в Почепской музыкальной школе. Тогда же им был одержан ряд побед на местных вокальных конкурсах. Каменный поступил в московскую Всесоюзную творческую мастерскую эстрадного искусства под управлением Л. С. Маслюкова, где прошли занятия у тенора Георгия Виноградова (1972—1977).
Первые профессиональные выступления Геннадия Каменного состоялись в программе «Омичи на эстраде», подготовленной Омской филармонией. В 1976 году певец побеждает на Всероссийском конкурсе советской песни в Сочи, а в 1977 году — на Всесоюзном телевизионном конкурсе «С песней по жизни» и становится солистом «Росконцерта». Выступает в оркестре «Современник» под управлением А. Кролла, а также с оркестрами Ю. Силантьева, В. Мещерина, А. Михайлова, А. Петухова, Н. Некрасова, Н. Калинина.
В 1977—1987 годах — солист оркестра Анатолия Кролла.
В 1978 году фирма грамзаписи «Мелодия» выпустила пластинку «Поёт Геннадий Каменный».
Каменный поступает на факультет «Сольное пение» в институт имени Гнесиных к педагогу по вокалу Валентину Чаплину. После окончания факультета (1990) репертуар Г. Каменного пополнился классикой — ариями из опер и романсами П. Чайковского, С. Рахманинова, М. Глинки. А. Даргомыжского, Н. Римского-Корсакова и других.
В 1990 году на фирме грамзаписи «Мелодия» вышла пластинка Геннадия Каменного «Белой акации гроздья душистые».
В 1990-годы годы уехал в Бельгию, где прожил с семьёй пять лет.
Гастроли Каменного проходили более чем в пятидесяти странах, он выступал на радио и телевидении, записал 12 грампластинок и 2 CD. Лауреат премий А. Фатьянова (1996) и А. Толстого (1997), заслуженный артист РСФСР (1991), народный артист России (2002), почётный гражданин Брянской области (1998), профессор Брянского университета (2004—2005). В декабре 2008 года был награждён Международным гуманитарным общественным фондом «Знание» памятной золотой медалью «За активное распространение знаний». В апреле 2009 ему было присвоено звание «Человек тысячелетия» с вручением памятного знака-медали.
В 2009 году один из выпусков авторской программы Олега Нестерова «По волне моей памяти» (Канал «Время» — Первый канал. Всемирная сеть) был посвящён Геннадию Каменному.
28 мая 2022 по каналу «Россия» вышла передача «В гостях у Андрея Малахова», в которой Геннадий Каменный исполнил одну из песен.
Дочь Инна, пианистка. Нередко аккомпанировала отцу на рояле на его концертах.